# Mosquée Eyyûb Sultan de Strasbourg
Pour les articles homonymes, voir Mosquée Eyyûb Sultan.
La mosquée Eyyûb Sultan de Strasbourg est un lieu de culte musulman géré par la Confédération islamique du Millî Görüş. La mosquée, inaugurée en 1996, est située à Strasbourg, dans le quartier de la Meinau.
Elle doit son nom à Abu Ayyub al-Ansari — appelé par les turcs Eyüp Sultan — un des compagnons du prophète Mahomet, tombé lors du premier siège de Constantinople. Elle est techniquement la plus grande mosquée d’Europe. Cependant, elle n’est à l’heure actuelle toujours pas achevée.

## Historique
En Alsace, une importante communauté turque s'installe progressivement à partir des années 1960. Dans le milieu des années 1970, un premier lieu de culte ouvre à Strasbourg, rue de la tour des Pêcheurs : la mosquée Fatih inaugurée officiellement en 1976.
Le nombre de fidèles grandissant d'année en année, l'association qui gérait le lieu de culte prend l'initiative d'acquérir d'autres locaux. Dans le milieu des années 1990, la Communauté islamique du Millî Görüs acquiert d'anciens locaux industriels, situés route de la Fédération.

### Nouveau projet
En 2008, la mosquée évolue et se lance dans un projet de nouvelle mosquée à l'architecture néo-traditionnelle d'inspiration ottomane et des bâtiments annexes d'inspiration alsacienne. Le permis de construire est accordé le 19 septembre 2014, mais un recours en annulation est déposé en novembre 2014. Le recours est rejeté par le tribunal administratif et un nouveau permis de construire modifié est délivré le 11 juin 2015.
L'architecte de ce complexe islamique est Hilmi Şenalp(en), connu pour ses travaux mettant en avant le style classique ottoman. Il est notamment le concepteur de la mosquée de Tokyo et de la mosquée Şehitlik de Berlin. Il fut également chargé de la restauration de la mosquée Eyüp Sultan de Constantinople.
D'ici l'année 2023, la nouvelle mosquée possédera deux minarets de 36 mètres de hauteur et deux grandes salles de prières pour les hommes et pour les femmes. Le début des travaux était prévu pour l'automne 2016, après la destruction de la salle existante. Cependant, la pose de la première pierre eut lieu le 15 octobre 2017.

### Dégradations islamophobes
Le 22 février 2021, la palissade du lieu de culte est la cible de tags islamophobes. Un Strasbourgeois âgé de vingt ans reconnaît les faits le lendemain. Il pourrait appartenir au groupe d'extrême droite Génération identitaire et sera jugé au mois d'avril,. 
L'ensemble des élus au conseil municipal publie un communiqué en réaction à cet acte dans lequel ils condamnent « unanimement et avec la plus grande fermeté tout acte islamophobe ou xénophobe »,.

## Activités
La salle de prière permet d'accueillir jusqu'à 1 750 personnes dans sa configuration actuelle (2 500 dans la future configuration). 
La mosquée est organisée sous forme de complexe et possède de nombreuses dépendances : un restaurant, un salon de thé, un salon de coiffure, une épicerie, une salle polyvalente, de nombreuses salles de classe ainsi que les bureaux de l'administration. Une section jeunesse dispose également d'un local pour ses activités pédagogiques et culturelles.
La mosquée, dont la future extension fera 36 mètres de haut, est également active dans le dialogue interreligieux et est à l'initiative de nombreux programmes organisés sur le thème du vivre-ensemble.

## Financement controversé
Le budget de l'ensemble du chantier est de 32 millions d'euros. Néanmoins, selon les Dernières Nouvelles d'Alsace, en juin 2019, l'association était loin d’avoir réuni cette somme puisque selon les dirigeants, seulement deux millions d'euros avaient été rassemblés auprès des fidèles et des différents donateurs. 
Selon le journal Le Point, le financement de la mosquée par une fondation qatarienne suscite la polémique. Des cadres de l'organisation musulmane turque Milli Görüs qui faisaient face à un impayé d'environ 3 millions d'euros, se sont rendus au Qatar en septembre 2019 accompagnés d'un fonctionnaire missionné sur ce dossier par la ville de Strasbourg.
En 2021, la construction de ce qui devrait être la plus grande mosquée d’Europe suscite une polémique politique et médiatique. Le ministre de l’Intérieur, Gérald Darmanin accuse la maire EELV de Strasbourg, Jeanne Barseghian, de subventionner « une mosquée soutenue par une fédération qui défend l’islam politique ». Le projet est financé par la confédération islamique turque Millî Görüş qui a refusé de signer la charte de l’islam de France voulue par le gouvernement français. Gérald Darmanin dénonce le financement de ce qu'il qualifie être « une ingérence étrangère » . Le Conseil municipal de Strasbourg a adopté « le principe d’une subvention » de plus de 2,5 millions d’euros pour la construction de la mosquée, soit 10 % du montant des travaux, ce qui est un pourcentage habituel pour la subvention des lieux de culte de Strasbourg, toutes confessions confondues,,.
Le Millî Görüs retire sa demande de subvention municipale le 16 avril 2021.